# Професионална гимназия по лозарство и винарство „Александър Стамболийски“
Професионална гимназия по лозарство и винарство „Александър Стамболийски“ (съкратено ПГЛВ) в Плевен е създадена през 1890 г.

## История
В продължение на повече от век се е утвърждавала, за да спечели безспорен авторитет на просветен център в областта на земеделското образование. Още в началните години на съществуването си е обезпечен с богата учебно-техническа база, а за преподаватели са привлечени едни от най-добрите специалисти с нужните знания и опит.
Идеята за откриване на училището принадлежи на тогавашния Плевенски окръжен съвет. Още през 1888 г. той предвижда средства за назначаване на учител-специалист по лозарство и винарство, който да напътства селските стопани в региона с безплатни квалифицирани съвети. За това благородно начинание е привлечен известният специалист и учител Никола Емфеджиев.
През 1889 г. предприемчивото ръководство на Плевенската община решава да открие Окръжно практическо винарско училище с двугодишен срок на обучение. За учебна сграда се предоставя едно от най-големите и представителни здания в центъра на града /днес Център за работа с деца/.
Така на 1.09.1890 г., под ръководството на Никола Емфеджиев, в Плевен започва да функционира третото за страната селскостопанско училище, под наименованието „Българско окръжно практическо земеделско училище“ с първи випуск, състоящ се от четирима ученика. С неговото откриване възниква небходимост от изграждане на модерна за времето си база.
През 1889/90г. се поставя началото на чифлика „Климентина“, придобил по-късно международна известност. Две години по-късно завършва строителството на учебната винарска изба с капацитет от 400 т. – най-голямата и модерно оборудвана за времето си на Балканския полуостров.
През 1893 г. в избата се наливат първите вина и се слага началото на енотеката. Традицията да се оставят по 200 бутилки вино от всяка година продължава и до днес. Колекцията от български вина е най-старата и най-пълна в нашия регион. Пак през 1893 г. училището издава свой собствен етикет за произведените от него вина – първият подобен етикет в нашата страна.
От същата година училището става държавно, с тригодишен срок на обучение, като методическото ръководство се поема от Министерството на Просвещението, а финансовото обезпечаване обикновено се извършва от Министерство на земеделието.
Възпитаниците на училището винаги са се реализирали успешно като специалисти, благодарение на задълбочената и многостранна подготовка, получена тук. Освен основните за специалността предмети: лозарство и винарство, широкозастъпени през годините са и предмети като паркоустройство, цветарство, бубарство и др. През различните години срокът на обучение, в зависимост от степента си е от 2 до 5 години. В периода от 1921-26 г. към училището е съществувал висш курс по лозарство и винарство, а завършилите го придобивали правата на висшисти. Дълго време този просветен център е единственото място, където работят най-добрите специалисти в отраслите лозарство и винарство.
Училището се слави не само със своите постижения в областта на науката. Негови възпитаници и преподаватели, като Александър Стамболийски, Янко Забунов, Никола Ракитин, Григор Вачков и много други, са активни участници в нашия обществен и културен живот. Признание за задълбочената подготовка, която гимназията предлага, са многобройните награди и отличия на възпитаници и учители.
От проведените 14 национални състезания за най-добър млад лозар и овощар, на училището са присъдени 2 първи, 8 втори, 3 трети и 1 четвърто място. Близо 20-те златни медала от международни и национални конкурси са сигурен атестат за качеството на произвежданите тук вина.